# Joan Antoni Samaranch Salisachs
Joan Antoni Samaranch Salisachs (Barcelona, 1 de novembre de 1959) és un dirigent esportiu i empresari català. Des del 4 d'agost de 2016 és vicepresident del Comitè Olímpic Internacional, entitat que va presidir entre 1980 i 2001 el seu pare, Joan Antoni Samaranch i Torelló.

## Trajectòria professional
Casat i amb 4 fills, cursà un màster en administració d'empreses a la New York University i es graduà en enginyeria industrial a la Universitat Politècnica de Catalunya. De 1982 a 1986 fou director de comptes de International Flavours and Fragances. Entre 1986 i 1989 fou analista de la First Boston Corporation, a Nova York. De 1989 a 1991 va ser soci i vicepresident de l'àrea de finances corporatives de la firma anglesa S.G. Warburg & Co. És conseller delegat de l'empresa GBS Finanzas, S.A., de la que fou soci fundador el 1991 conjuntament amb Pedro Gómez de Baeza Tinturé. GBS Finanzas presta serveis de banca d'inversions (fusions i adquisicions), gestió de grans patrimonis, family offices i immobiliari i agència de valors, i el 2016 comptava amb 80 treballadors repartits entre Espanya, Portugal, Estats Units i Llatinoamèrica.
El desembre de 1991 fou nomenat membre del consell d'administració d'Ercros, succeint el seu pare, i ambdós van ser imputats l'any 1999 en el judici de la suspensió de pagaments de juny de 1992 d'aquesta empresa. També fou conseller de l'empresa constructora Huarte, que va ver fallida l'any 1996 i que va construir la clínica privada New Teknon. Ha estat membre del consell assessor de Aon Gil y Carvajal, i és membre del consell d'administració de Port Aventura, vicepresident del Reial Automòbil Club de Catalunya, president de RACC Travel, president del Golf de Caldes i membre del consell assessor europeu de CITI.
L'any 2013 anuncià l'acord entre la Fundació Samaranch, creada el 2012 a Pequín, amb l'empresa turística xinesa Beijing Tourism Group (BTG) per fomentar viatges de ciutadans xinesos a Espanya.
Parla fluidament català, castellà, anglès, italià i francès. Viu a Madrid però sol passar dues nits a la setmana a Barcelona.

## Trajectòria com a dirigent esportiu
Samaranch Salisachs s'incorporà al Comitè Olímpic Espanyol el 1989 i va ser nomenat membre del Comitè Olímpic Internacional (COI) l'any 2001 en la mateixa sessió en què es retirà el seu pare. L'any 2012 fou elegit membre de la comissió executiva del COI en una segona votació en què s'imposà a l'ex-atleta Serguei Bubka per 50 vots a 40. Dintre del COI ha estat membre de les comissions de coordinació dels Jocs Olímpics d'Hivern de 2006 de Torí (2002-2006), de Marketing (2004-), de Sport for All (2006-2014), de coordinació dels Jocs Olímpics d'Hivern de 2014 de Sotxi (2007-2014), de Drets de TV i Nous Mitjans (2014-2015), de Solidaritat Olímpica (2014-), Comunicacions (2015-), de coordinació dels Jocs Olímpics d'Hivern de 2022 de Pequín (2016-), i membre del Consell de Olympic Channel Services S.A., (2015-), membre delegat de Broadcast rights (2015-) i president del consell de Olympic Channel Services S.L. (2015-).
El 4 d'agost de 2016 es va convertir en un dels quatre vicepresidents del COI, en rebre 69 vots a favor i sis en contra, en una sessió en que també va ser elegit el turc Ugur Erdener. Tots dos s'afegiren a l'australià John Coates i al xinès Zaiqing Yu per completar les 4 vicepresidències. Ha estat un dels tres membres del COI encarregats de donar el vistiplau definitiu a la participació dels esportistes russos avalats per les seves federacions internacionals.
Entre 1980 i 1990 fou membre de la junta directiva de la Federació espanyola de pentatló modern i actualment és un dels vicepresidents de la Federació Internacional de Pentatló Modern (UIPM), entitat en la que s'incorporà el 1984 i de la que fou vicepresident primer des de 1996 fins 2012. El 2006 fou fundador de la Fundación Laureus España, entitat que va presidir fins al febrer de 2012, i on es mantingué com a membre del patronat. El març de 2012 fou nomenat president de la fundació Special Olympics Espanya.
El 20 de març de 2025 va participar a les eleccions a la Presidència del Comitè Olímpic Internacional, en què va quedar en segona posició, per darrere de la nova electa Kirsty Coventry.